# گریپ-کون
گریپ-کون (انگلیسی: Grape-kun) یک پنگوئن هومبولت در باغ‌وحش تبو در استان سایتاما در ژاپن بود. وابستگی او به یک کات‌اوت از یکی از شخصیت‌های آنیمه دوستان کمنو، برای او شهرتی جهانی پدیدآورد. او در سال ۲۰۱۷ دچار عارضه‌های پزشکی شد و نهایتاً باغ‌وحش مرگ او را در ۱۲ اکتبر همان سال اعلام کرد.